# بلال (موسيقي)
بلال (بالإنجليزية: Bilal)‏ هو موسيقي ومغني أمريكي، ولد في 23 أغسطس 1979 في فيلادلفيا في الولايات المتحدة.

## وصلات خارجية
- الموقع الرسمي
- بلال على موقع IMDb (الإنجليزية)
- بلال على موقع ميوزك برينز (الإنجليزية)
- بلال على موقع أول ميوزيك (الإنجليزية)
- بلال على موقع ديسكوغز (الإنجليزية)
- بلال على موقع قاعدة بيانات الفيلم (الإنجليزية)